# 长瓣金花树
长瓣金花树（学名：Blastus apricus var. longiflorus）为野牡丹科柏拉木属下的一个变种。

## 扩展阅读
- 維基物種上的相關：长瓣金花树